# Iglesia de la Veracruz (Bogotá)
La iglesia de la Veracruz es un templo católico de Bogotá. Se encuentra en la Carrera Séptima con calle Dieciséis, antigua Calle Del Arco
. Se encuentra en el barrio Veracruz, donde constituye un conjunto completado por la Rectoría de la Orden Tercera y la Rectoría de San Francisco.

## Historia
La capilla original se construyó en el siglo XVI, poco después de la fundación de la ciudad. Según la placa instalada en la fachada norte se inauguró en 1546, pero otras fuentes citan el año de 1575 como la fecha de sus inicios. De cualquier modo, fue una de las primeras construcciones de la ciudad.
Entre 1631 y 1664 la Hermandad de la Santa Cruz amplió la construcción, siendo la estructura resultante de tipo “aula”, viéndose separado el presbiterio de la nave por el arco toral. La ampliación al occidente de la nave lateral es de fecha incierta.
Entre junio y noviembre de 1816 aproximadamente 80 próceres de la independencia de Colombia, fusilados durante la reconquista española, fueron inhumados en esta iglesia ya que la Hermandad de la Veracruz era la encargada de asistir a los ajusticiados y darles sepultura en la fosa de esta iglesia.
El edificio se vio afectado por varios terremotos principalmente los del siglo XVII, y el de 1827 el cual le acarreó fuertes daños a su estructura.
A principios del siglo XX se le declaró panteón nacional. En 1910 fue intervenida con base en un diseño de Julián Lombana, y a principios de los años 1960 se le realizó una última intervención de adecuación.

## Arquitectura

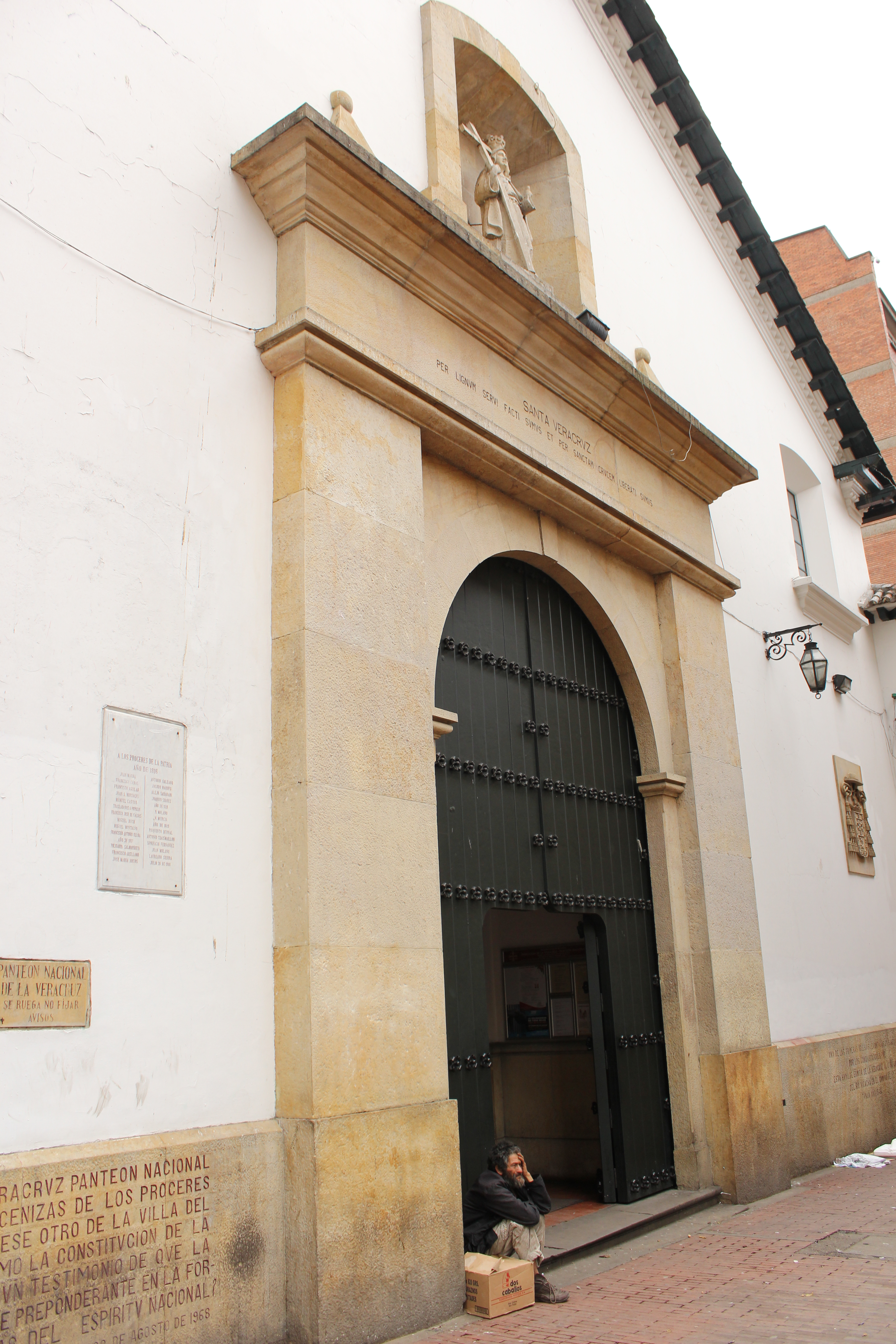
Entrada de la Iglesia de la Veracruz

En su estado actual, la iglesia alberga una nave principal, otra lateral, y una capilla que funciona como crucero. Cuenta con dos entradas, siendo la principal la del costado norte, que da a la calle Dieciséis.
La fachada de la iglesia cuenta con una portada de piedra rematada, con dos pináculos y una hornacina en su parte superior, la cual alberga una escultura en piedra de Santa Helena
Entre las naves se organizan pilares rectangulares masivos. El costado oriental, donde podría esperarse que se encontrase otra nave, alberga un pequeño jardín, que es rematado en su costado sur por muro posterior de la iglesia de San Francisco.
El edificio posee igualmente una torre cuadrada, retrocedida con respecto a su plano principal. Presenta vanos con arcos de medio punto, cuatro pináculos. Su cubierta tiene forma de chapitel.

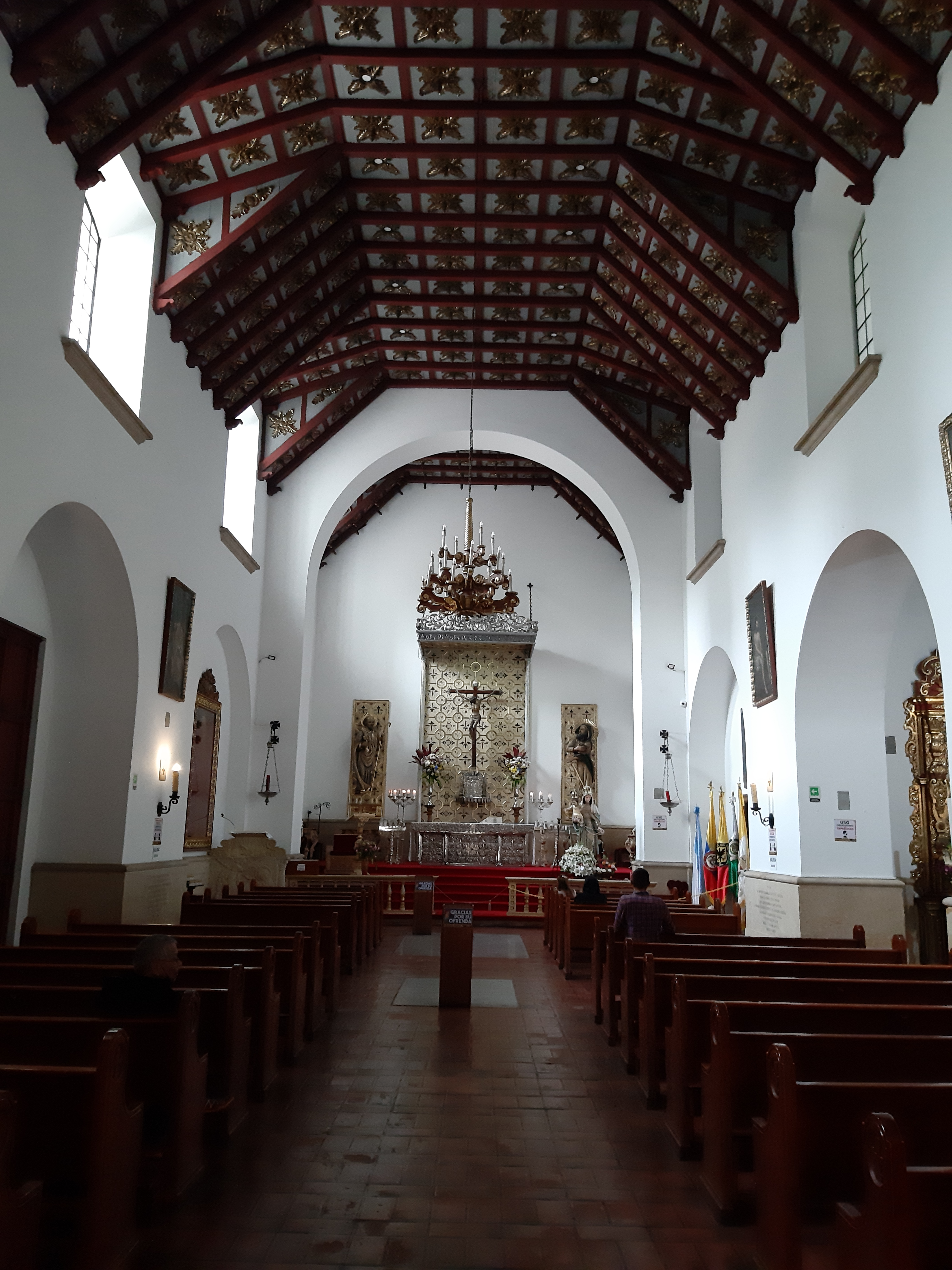
Iglesia de la Veracruz (vista interior)